# Cyathea pseudonanna
Cyathea pseudonanna är en ormbunkeart som först beskrevs av L. D. Gómez, och fick sitt nu gällande namn av David Bruce Lellinger. Cyathea pseudonanna ingår i släktet Cyathea och familjen Cyatheaceae. Inga underarter finns listade.